# Gondor
Gondor je království Dúnadanů ve fiktivním světě J. R. R. Tolkiena. Tato říše nazývaná též Jižní království (anglicky South-kingdom) nebo Jižní království Númenorejců ve vyhnanství (anglicky Southern Númenórean Realm in Exile) se nachází v jižní části severozápadního cípu Středozemě v Belfalaské zátoce při ústí řeky Anduiny. Gondor založili bratři Isildur a Anárion, synové Elendila Vysokého, po Pádu Númenoru na konci druhého věku. Gondor je sesterským královstvím Arnoru – Severního království, které založil Elendil sám. V sindarštině jméno Gondor znamená Kamenná země, odvozeno ze sindarského gond (kámen) a (n)dor (země). Hypotetický quenijský název je Ondonórë. Gondor spolu s Arnorem bývají nazývány „Královstvími Númenorejců ve vyhnanství“. Gondorští králové a správci po celý třetí věk bojovali se služebníky Temného pána Saurona.
Finální fáze války o Prsten a Sauronův definitivní pád je popsán v Tolkienově trilogii Pán prstenů. Hlavní postavy tohoto příběhu se v Gondoru pohybují po většinu páté knihy, která tvoří první část třetího dílu. Další detaily týkající se geografie a historie Jižního království jsou uvedeny v knihách Silmarillion a Nedokončené příběhy Númenoru a Středozemě.

## Pojmenování a symboly

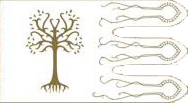
Bílá verze gondorského praporu

Bílý kvetoucí strom pod sedmi hvězdami na černém pozadí se stříbrnou okřídlenou vojenskou přilbicí – symbolu gondorských králů

Gondor v překladu znamenající „Kamenná země“ byl znám rovněž jako Jižní říše Númenorejců ve vyhnanství či jako Jižní království.
Symbolem gondorského království byl stříbrný kvetoucí strom na černém pozadí pod sedmi stříbrnými pěticípými hvězdami. Na královském znaku pak nad stromem a hvězdami vyčnívala stříbrná, vojenská přilba s perlovými křídly mořského ptáka, zdobená sedmi démanty a drahokamem vsazeným na její vrcholek. Ta znázorňovala Isildurovu válečnou přilbici. Bílý strom ve znaku upomínal na Bílý strom Gondoru, který vzešel ze semenáčku númenorského Nimlothu. Tento strom byl zasazen v Minas Ithil, po jejím dobytí pak v Minas Anor. Sedm stříbrných hvězd symbolizovalo sedm Vidoucích kamenů – palantírů, které Dúnadani zachránili z potápějícího se Númenoru.
Po vymření králů se symbolem vládnoucích správců stala bílá neoznačená zástava. Správci nesedávali na královském trůně, neužívali žezlo ani královskou korunu. Znakem jejich úřadu byla pouze bílá hůlka.

## Dějiny

### Založení Gondoru a válka Posledního spojenectví

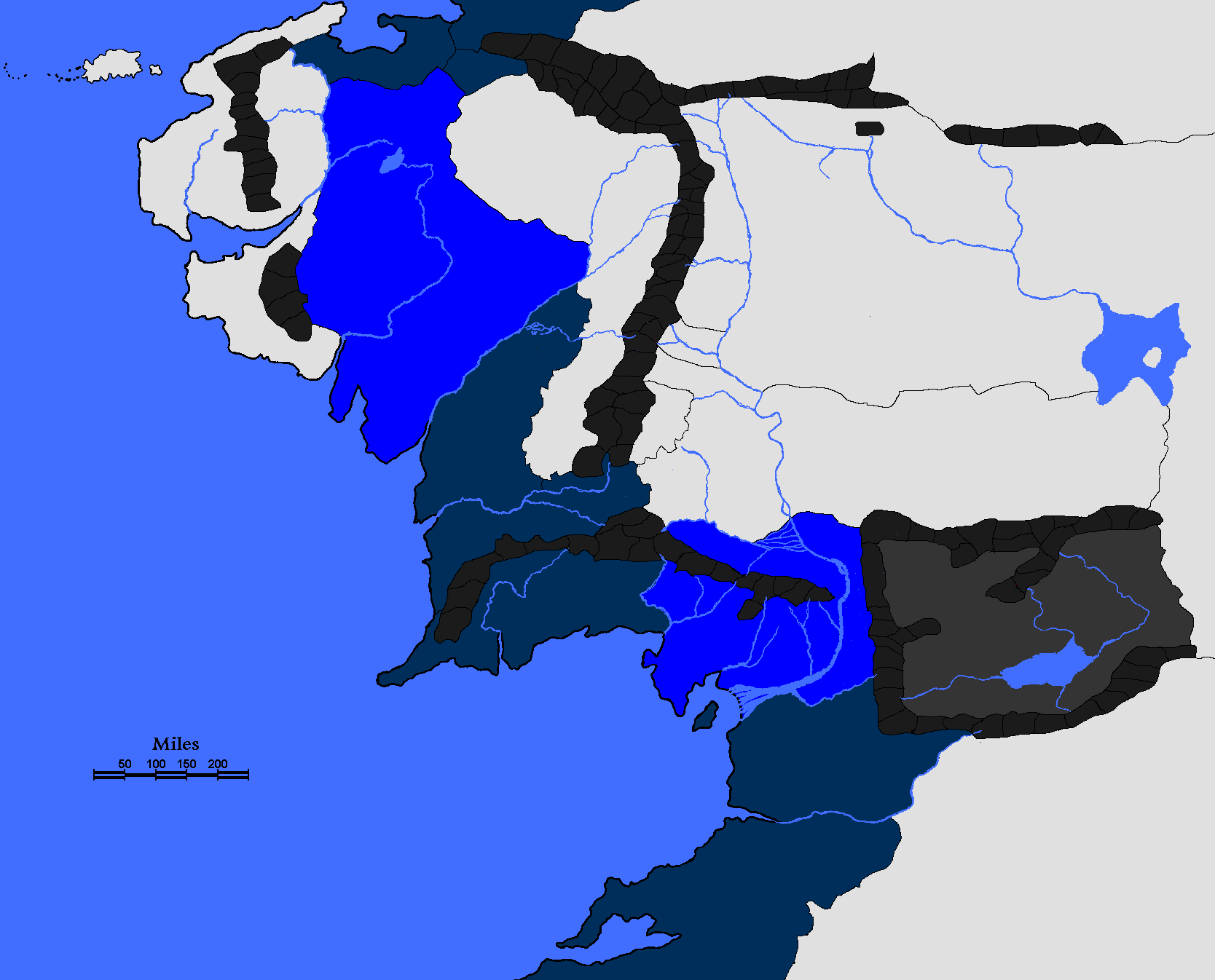
Království Dúnadanů ve vyhnanství (modře) a kolonie Númenoru (tamvě modře), krátce po zkáze Númenoru, 3320 D.v.

Elendil a jeho synové, kteří se se svým lidem stihli na svých lodích zachránit ze zkázy Númenoru, se plavili na východ. Jejich lodě byly prudkým větrem rozehnány a rozděleny na dvě části. Elendil přistál na severu a založil v Eriadoru Severní království Arnor. Jeho synové Anárion a Isildur byli bouří zaneseni jižněji. Své Jižní království Gondor založili v zálivu Belfalas, při ústí Anduiny. Vládli společně z Osgiliathu, který ležel na Anduině v polovině cesty mezi Minas Anor (Věž vycházejícího slunce), kde sídlil Anárion a Minas Ithil (Věž zapadajícího měsíce), kde se usadil Isildur. Podmanili si rozsáhlá území Ithilienu, Anorienu, Lossarnachu, Lebenninu, Belfalasu a Lamedonu v Gondoru, Východních Úvalů (Eastfold) v Calenardhonu a území Arthedainu a Cardolanu na severu, avšak věděli, že jim hrozí nebezpečí z blízkého Mordoru. Opevnili proto hranice svého království. Na západě vybudovali pevnost Aglarond, později známou jako Helmův žleb či nedobytnou pevnost Cair Andros na řece Anduině v severním Ithilienu (věž Orthank, kam umístili jeden z Vidoucích kamenů palantírů, byla postavena až krátce po Válce posledního spojenectví). Palantíry byly umístěny i v Minas Ithil, Minas Arnor a v Osgiliathu, kde byl uložen hlavní z nich.
Na konci druhého věku se Sauron skutečně vrátil do Mordoru a rozpoutal válku proti nově založenému Gondoru. Síly Temného pána brzy dobyly Minas Ithil a nepřítel spálil zdejší Bílý strom. Isildur i s rodinou uprchl za otcem do Arnoru, zatímco Anárion bránil s gondorskou armádou hlavní město. Velekrál Dúnadanů Elendil s pánem Noldor Gil-galadem poté vytvořili Poslední spojenectví elfů a lidí. Sbírání armády trvalo několik let, až roku 3434 vytáhli elfové a lidé společně do boje. K této alianci se připojili i trpaslíci z Durinova lidu a Lesní elfové z Temného hvozdu vedení svým pánem Oropherem.
Spojenci porazili Sauronova vojska před branami Mordoru v bitvě na Dagorladu. Poté oblehli jeho pevnost Barad-dûr. Obléhání trvalo sedm let a padli při něm Anárion a v přímém souboji se Sauronem nakonec i oba velekrálové Elendil i Gil-galad. Elendilovu synovi Isildurovi se však podařilo useknout Temnému pánovi prst i s Vládnoucím prstenem, čímž byl Sauron na čas poražen.
Isildur se po porážce Saurona stal Velekrálem lidí a rozhodl se, že bude Dúnadanům vládnout z Arnoru. Správu Jižního království předal svému synovci, Anárionovu synovi, Meneldilovi a ve druhém roce třetího věku vyrazil s malou družinou podél Anduiny na sever. Isildur však byl nedaleko Kosatcových polích přepaden přesilou skřetů, kteří krále na útěku usmrtili. Při pokusu o útěk vyklouznul Isildurovi z ruky prsten, který se na téměř 2 000 let ztratil v bahně řeky Anduiny. Po králově smrti vládla v Arnoru linie Isildurova nejmladšího syna Valandila a v Gondoru linie Anárionova syna Meneldila.

### Vláda králů

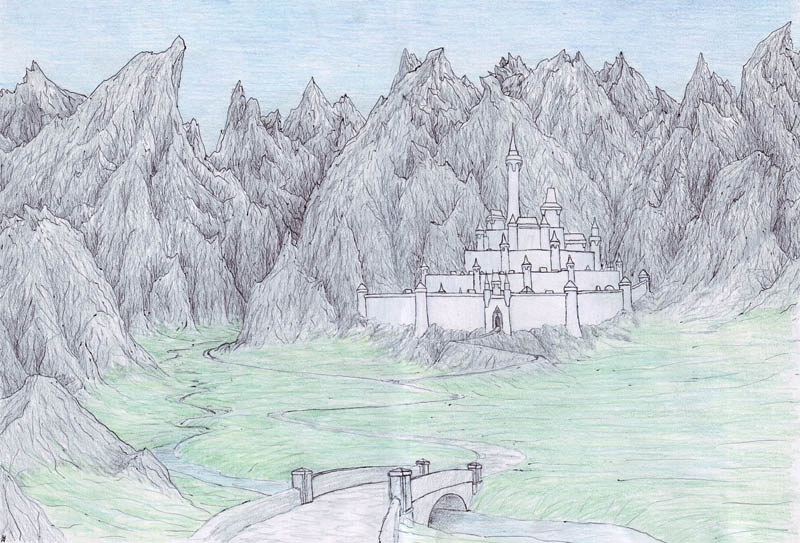
Minas Ithil, „Věž zapadajícího měsíce“, sídlo zakladatele Gondoru Isildura – ilustrace od Matěje Čadila

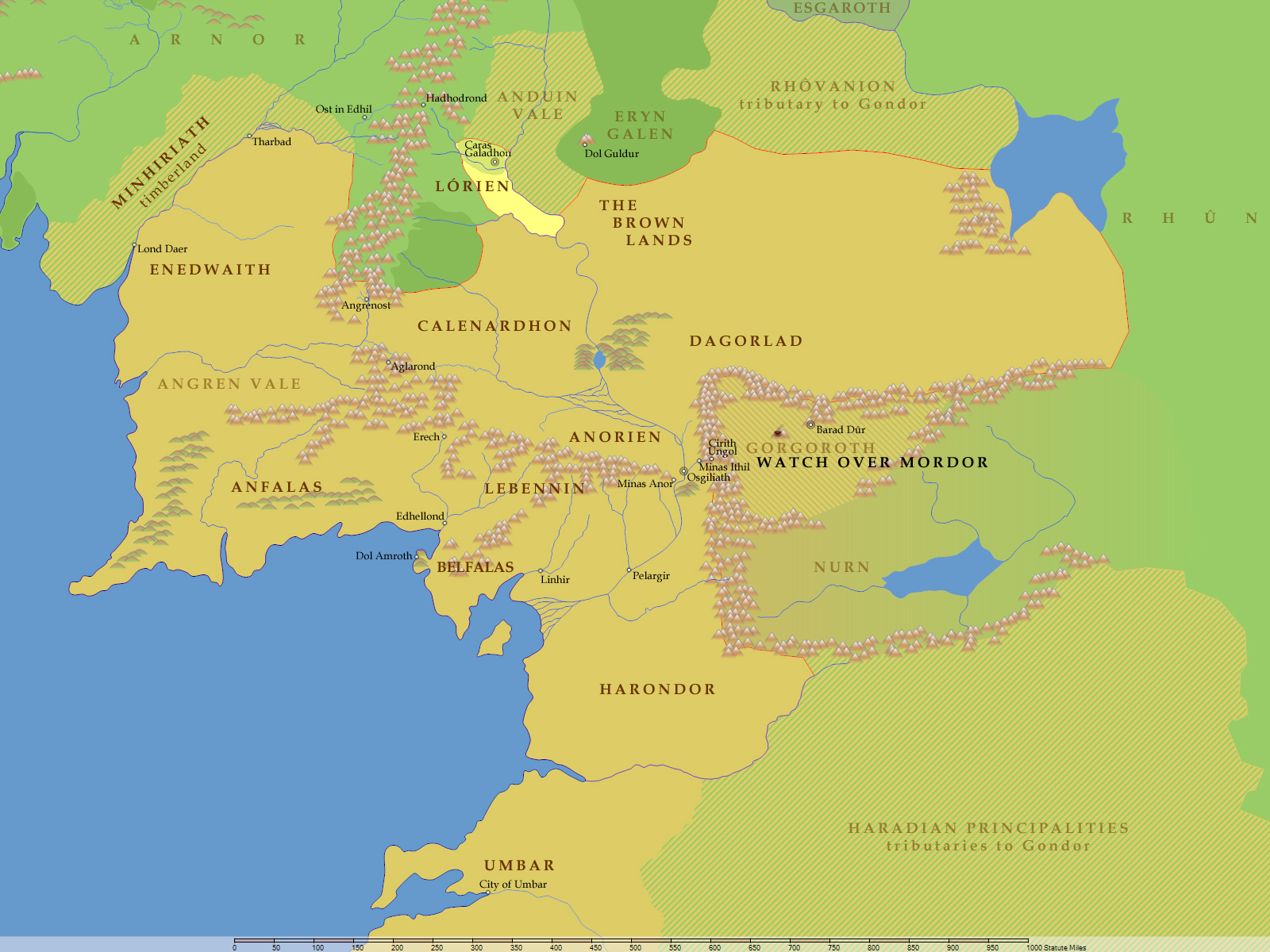
Gondor za doby svého největšího rozmachu

Prvních téměř pět set let prosperovalo Jižní království pod vládou Anárionových dědiců v míru. Během těchto let Gondor obsadil celý Calenardhon a podmanil si kolonie Věrných Númenorejců Ras Morthil, Lond Angren a Lond Enedh na západě, a západní hranice Gondoru se posunuly k Andrastu a Tharbadu. V roce 490 za vlády sedmého krále Ostohera však zemi z východu poprvé napadli nájezdníci, Gondorskými označovaní jako Východňané. Ty porazil až Ostoherův vnuk Turambar, který dobyl rozsáhlá území Dorrhûnenu a posunul východní hranici království až k jezeru Rhûn.
Dvanáctý král Tarannon Falastur začal za své vlády budovat velkou gondorskou flotu, s jejíž pomocí jeho následovníci obsadili celé pobřeží kolem Belfalaské zátoky a za vlády Eärnila I. se Gondorským dokonce podařilo dobýt Umbar ovládaný Černými Númenorejci. Černí Númenorejci z Umbaru se ale stáhli na jih a východ nebo ustoupili do exilu v Haradu, spojili se s Haradskými, a organizovali odpor proti Gondoru. Vrcholu moci dosáhl Gondor za vlády Hyarmendacila I. v 11. a 12. století. Jeho království na severu hraničilo s okrajem Temného hvozdu, na západě tvořila hranici řeka Gwathló, na východě sahala říše až k jezeru Rhûn a na jihu ovládal Gondor území po řeku Harnen a dál po pobřeží až k Umbaru.
Za vlády Hyarmendacilových méně schopných následovníků obnovili Východňané své útoky. Říše odolala s pomocí armád ze severního království Rhovanionu, se kterým poté uzavřeli spojenectví a udržovali mezi sebou vřelé vztahy. Avšak králové se museli stále citelněji potýkat s úbytkem obyvatel númenorské krve. Do svých řad přijímali Seveřany, nejčastěji z království Rhovanionu, kteří se s Gondorskými brzy začali mísit. Fatální rozkol v Jižním království v roce 1432, kdy zemřel král Valacar. Matkou jeho syna a právoplatného nástupce Eldacara byla Seveřanka Vidumavi. To proti mladému králi popudilo jižní provincie, gondorské námořnictvo a velkou část armády, které v čele s Eldacarovým vlastníkem Castamirem povstali. Gondor postihla krutá občanská válka při níž se Castamir podpořený loďstvem na deset let zmocnil trůnu v Osgiliathu. Eldacar uzurpátora za pomoci Seveřanů Rhovanionu porazil v bitvě na brodech řeky Erui, kde Castamir padnul. Jeho synové však v čele gondorské flotily odpluli do Umbaru, a společně s Castamirovými stoupenci se od Gondoru odtrhlo Gondorské námořnictvo a všechny jižní provincie. Ti z řad Castamirových stoupenců, kteří se usadili v Umbaru a mísili se s domorodým obyvatelstvem a Černými Númenorejci, byli poté známí jako Umbarští korzáři.

Po několika ničivých vpádech Umbarských a Černých Númenorejců, postihla Gondor v roce 1636 ještě těžší rána, když z východu zasáhla království morová nákaza. Při epidemii, které podlehlo mnoho obyvatel, zemřel i král Telemnar se svými dětmi. Na trůn nastoupil jeho synovec Tarondor, který přenesl sídlo z vylidněného a rozpadajícího se Osgiliathu do Minas Anor. Občanskou válkou a morem oslabený Gondor čelil třetí z pohrom za vlády králů Narmacila II., Calimehtara a Ondohera. Tehdy do země ve dvou vlnách vtrhly zástupy armád Východňanů z východní Konfederace, v Gondoru známé jako Konfederace Vozatajů. Na svých válečných vozech tito nájezdníci prorazili obranu Gondoru a Rhovanionu a dík podpoře lidí z Chandu a Haradu téměř dobyli Jižní království. S vypětím všech sil odrazili Dúnadani tyto nájezdníky až za vlády schopného krále Eärnila II. a s pomocí zbytků armád Rhovanionu, který byl Vozatajy dobyt, avšak Gondor už nebyl schopen dobýt zpět svá území na východ od řeky Anduiny (kromě Ithilienu), která padla do rukou zemí Východňanů. V polovině jeho vlády se však v opuštěném a nebráněném Mordoru znovu shromáždili prstenové přízraky. V roce 2000 napadli nazgûlové Minas Ithil. Po dvou letech obléhání pevnost padla a Sauronovi sluhové ji přetvořili na své hrozné sídlo, načež Gondorští věž přejmenovali na Minas Morgul. Minas Anor – hlavní město říše – byla od těchto dob známa jako Minas Tirith čili Strážní věž.
Po Eärnilově smrti nastoupil na trůn jeho syn Eärnur. Stal se posledním gondorským panovníkem v Anárionově linii. V roce 2050 se totiž nechal nerozvážně vyprovokovat Pánem nazgûlů k souboji, byl zajat a pravděpodobně umučen v Minas Morgulu. Po jeho smrti se nenašel žádný příbuzný s oprávněným nárokem na trůn a tak se vlády ujal králův správce Mardil, jež založil linii vládnoucích správců vládnoucí Gondoru po dalších tisíc let.

### Úpadek za vládnoucích správců

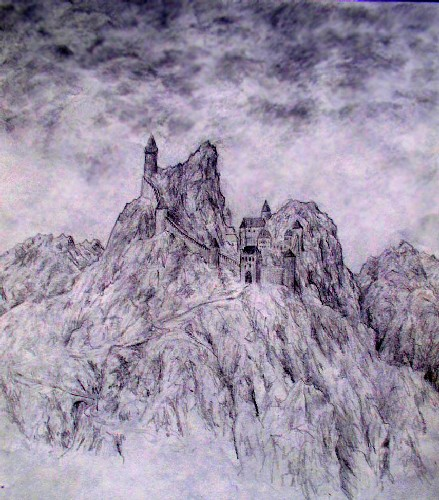
Hrad Durthang střežící opuštěný Mordor

Znak vládnoucích správců Gondoru

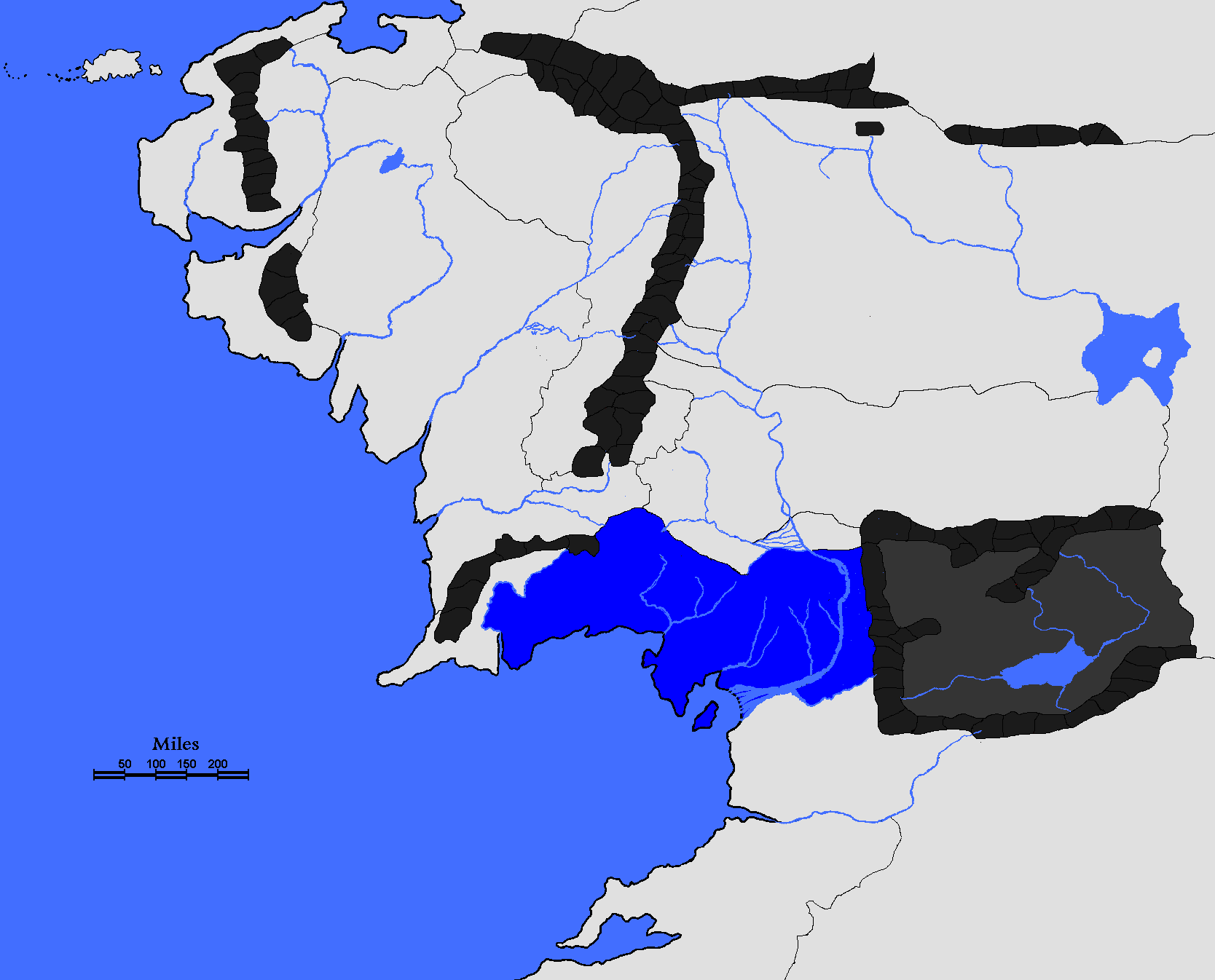
Gondor (modře) během vlády správců.

Správci, kteří byli z počátku vždy volení z Mardilových potomků, se od vlády správce Pelendura stali dědičnými gondorskými vládci. Korunovační formule o tom, že správce pouze spravují království do návratu králů se brzy změnila v pouhá ceremoniální slova, neboť správci disponovali celou královskou mocí a jejich úřad byl dědičný.
Gondor se za vlády prvních správců zpočátku těšil ostražitému míru, kdy Sauronův duch ani prstenové přízraky jeho hranice neohrožovali. Během tohoto míru ale Gondor ztratil kontrolu nad bývalími koloniemi Lond Enedh (Enedwaith), Lond Angren (Angren Vale) a Ras Morthil z Anfalasu, a tak se moc Gondoru omezila pouze na území mezi řekou Lefnui na západě a území západně od pohoří Ephel Duath (Ithilien).To se změnilo za panování Denethora I. ve druhé polovině 25. století, kdy nové plemeno skurutů napadlo Osgiliath, jenž byl definitivně zničen a opuštěn. Hranice se gondorskému vojsku podařilo udržet na řece Anduině a kontrola nad Ithilienem byla obnovena, avšak Gondor ztratil věž Orthanc a její region, které byly obsazeny lidmi z Endwaithu.
Za panování správce Ciriona však noví nájezdníci z východu, Balchothové, a jejich spojenci z Dorrhûnenu překonali Anduinu v oblasti Nehlubin a smetli gondorské obránce v Calenardhonu. Dobyvatele se podařilo porazit jen díky včasnému a nečekanému příjezdu Eorla Mladého a jeho jezdců ze severu, kteří byli potomky padlého království Rhovanion. Vděčný Cirion daroval Seveřanům celou opuštěnou zemi Calenardhon, kde si Seveřani založili svůj nový domov, v Gondoru známý jako Rohan. Eorl složil Cirionovi přísahu, v níž sebe i své potomky zavázal k přátelství vůči Jižnímu království a slíbil, že Rohanští vždy Gondoru na zavolání pomohou, a Gondor poté daroval opuštěnou věž Orthanc Sarumanovi.
Za vlády devatenáctého správce Berena napadly Gondor tři obrovské floty umbarských korzárů, podpořené Černými Númenorejci, Dunlenďany a zlými lidmi. Tuto invazi téměř nezvládli Rohirové, kteří byli na Dlouhou zimu zatlačeni do Helmova žlebu. Vláda posledních správců Belecthora II., Túrina II. a Turgona byla charakteristická znovupovstáním Saurona. Tehdy uschnul Bílý strom v Minas Tirith, skřeti zpustošili Ithilien, Gondor se stáhl za řeku Anduinu a vzplála Hora osudu.

### Válka o Prsten a návrat krále

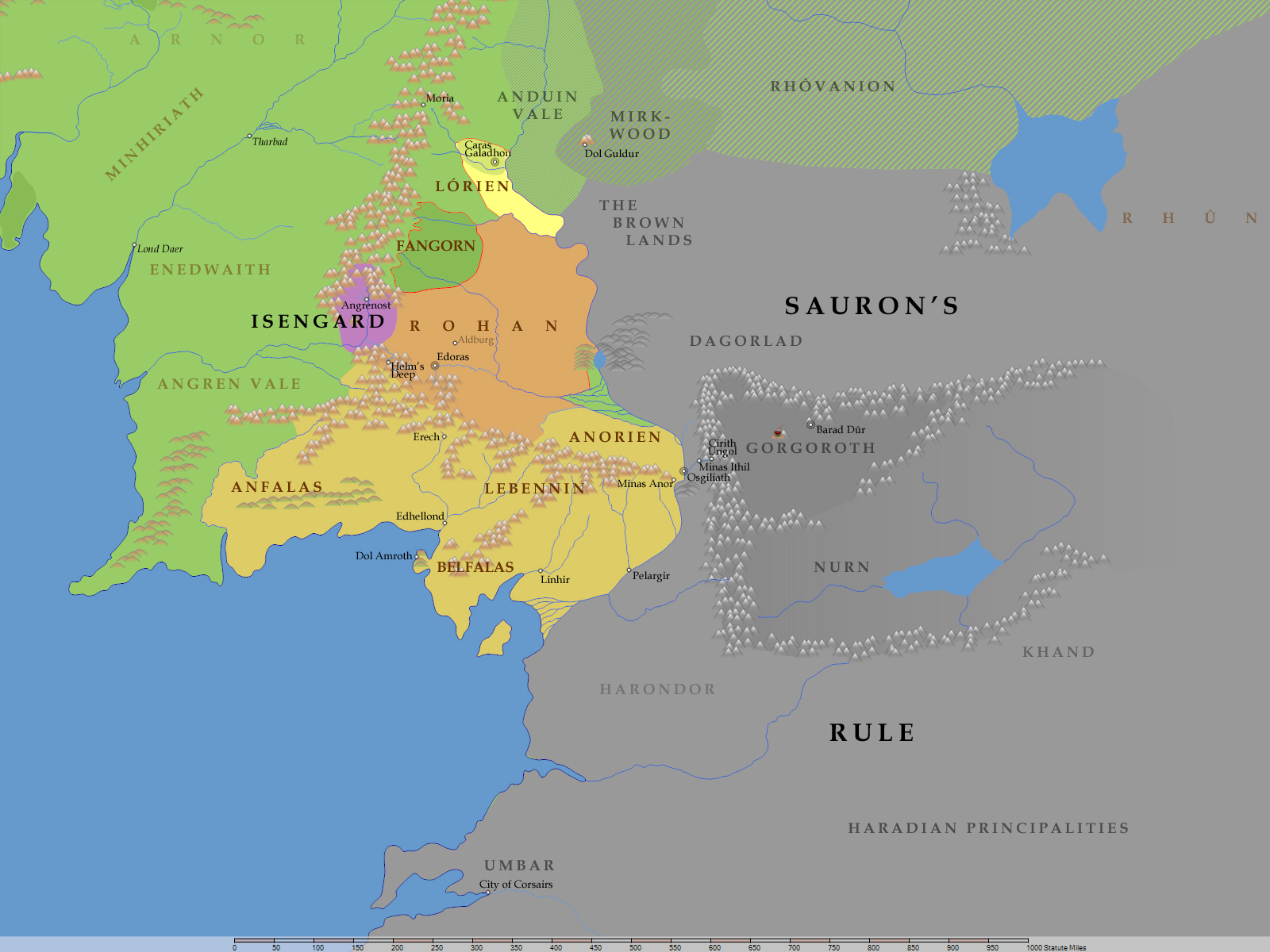
Gondor za Války o Prsten

Sauron, který obnovil svou sílu, se v roce 2951 otevřeně prohlásil Pánem, obsadil Mordor a začal válku s Gondorským královstvím. Kvůli moci palantírů byli správce Denethor II. i hlava Bílé rady čaroděj Saruman zkaženi myslí Temného pána. Saruman ovládající Železný pas zcela přešel na Sauronovu stranu a jeho služebníci zaútočili na Rohan. Správce Denethor zkoumáním palantíru ztratil veškerou naději a propadl šílenství. Jeho starší syn Boromir odjel hledat radu do Roklinky, kde byl na Elrondově radě zvolen jedním ze Společenstva prstenu. Mladší Denethorův syn Faramir mezitím bránil v čele vojska Anduinu a Osgiliath před náporem nepřátel. Boromir však při cestě na jih v souboji se skřety u Rauroských vodopádů padl. Gondorské vojsko v Osgiliathu bylo vzápětí smeteno a Minas Tirith, do které stihnul dorazit čaroděj Gandalf, byla obležena Sauronovým vojskem. Tehdy spáchal šílený správce Denethor sebevraždu a jen díky čarodějově zásahu byl z jeho rukou zachráněn zraněný Faramir. Na Pelennorských polích před Minas Tirith tehdy došlo k největší bitvě třetího věku. Téměř dobyté město zachránil až příjezd rohanských jezdců krále Théodena a vůdce hraničářů Aragorn, který na ukořistěných umbarských lodích doplul po Anduině s posilami z jižních gondorských lén.

Vítězní kapitáni se po bitvě rozhodli v čele zbývajících mužů vytáhnout proti nepříteli a doufat, že tímto krokem odlákají pozornost od hobitů Froda Pytlíka a Sama Křepelky, kteří se pokusili pronést Sauronův prsten k Hoře osudu, kde jedině mohl být zničen. Gondorské a rohanské vojsko bylo nesmírnou přesilou Sauronových sluhů obklíčeno před Morannonem. V bitvě by jistě bylo zničeno, avšak tehdy se hobitům podařilo zničit Vládnoucí prsten. Sauron byl definitivně zničen a jeho vůle přestala existovat. Spojenci obrátili zmatená vojska Temného pána na ústup a slavili vítězství.
Po boji se vojska vítězů vrátila do Minas Tirith a Aragorn, dědic Isildurův, byl dle práva přijat za krále, korunován a za ženu si vzal Elrondovu dceru Arwen. Hlavní město i celá země byly dík pomoci elfů a trpaslíků opraveny a zkrášleny a znovu se zazelenal Bílý strom. Autoritu krále Elessara uznaly národy Haradu i Rhûnu, Černí Númenorejci uzavřeli mír s Gondorem a panovník daroval zemi Mordor osvobozeným Sauronovým sluhům. Tak skončil třetí a začal čtvrtý věk.

## Geografie
Jádro přímořského království Gondor se rozkládalo na severním okraji Belfalaské zátoky, při ústí řeky Anduiny a okolo pohoří Ered Nimrais. V dobách největší slávy, v polovině 11. století třetího věku, za vlády krále Hyarmendacila I., tvořily severní hranice gondorské říše řeky Gwathló, Glanduina a Lipava a jižní cípy Fangornu a Temného hvozdu. Na severovýchodě drželi králové ve své moci rozsáhlá území u jezera Rhûn. Gondorští opevnili před návratem zla zemi Mordor a na jihu dobyli nepřátelský Umbar a porazili Haradské.
S tenčící se mocí králů se zmenšoval i rozsah gondorské moci. Za panování posledních správců na konci třetího věku se již hranice království posunuly na řeky Lefnui na západě a Anduinu na východě. Na západ za Anduinou si Gondor nárokoval ještě území Jižního Ithilienu. Za Bílými horami zůstala v držení správců již pouze oblast Anórienu, kde hranici se severněji položeným královstvím Rohan tvořil Hraniční potok.
Tepnu království představovala od jeho založení Velká řeka Anduina, s jejíž pomocí se Gondorští v pozdějších dobách bránili před Sauronovým náporem z východu. Většina významnějších gondorských řek pramenila v Bílých horách, odkud tekla jihozápadním směrem a vlévala se do Belfalaské zátoky.

### Regiony
Gondorské Království mělo rozsáhlá území ve středozemi, z nichž mnoho časem bylo ztraceno.Všechna ztracená území (až na Calenardhon) byla po válce o Prsten připojena zpět do Gondorské Říše králem Aragornem I. Elessarem.

### Regiony pod plnou kontrolou Gondoru
Anfalas
Tento kraj, zvaný Dlouhopolsko, byl jednou z gondorských přímořských provincií. Ležel při Belfalaské zátoce mezi řekami Lefnui a Morthondou. Před obléháním přivedl do Minas Tirith řadu zdejších špatně ozbrojených vesničanů, pastevců a lovců jejich pán Golasgil, kterého doprovázela jeho lépe vyzbrojená družina. Součástí tohoto regionu byla i kolonie Ras Morthil, která se ale od Gondoru oddělila na počátku vlády správců.
Anórien
Za války o Prsten byl Anórien poslední gondorskou provincií nacházející se severně od Bílých hor. Anórien byl z jihu sevřen štíty Ered Nimrais, ze severu pak tokem Anduiny a do ní se vlévající Entvy. Na západě a jihovýchodě Anórienu se rozkládaly hvozd Firien a Drúadanský les, kde do konce třetího věku přežili divocí lidé známí jako Drúadané. Tímto krajem vedla hlavní silnice spojující hlavní město Gondoru se severní provincií Calenardhonem a později s Rohanem. Při cestě k Minas Tirith po ní projížděl i rohanský král Théoden se svými jezdci. Centrem Provincie je město Minas Anor (později Minas Tirith) a mezi Anorienem a Ithilienem, na řece Anduině, se nachází první hlavní město Gondoru Osgiliath.
Belfalas
Belfalas byl gondorský kraj nacházející se na pobřeží stejnojmenné zátoky mezi řekami Morthondou a Gilrain. Ve druhém věku zde nějaký čas sídlili Nandor jejichž paní byla Galadriel. Belfalas byl součástí Lond Ernil. kolonie Númenoru, než se s hrdostí podrobil Gondoru. Centrem poloostrova Belfalas byl Dol Amroth, kde za války o Prsten sídlil kníže Imrahil. Před bitvou o Minas Tirith posílilo správcovu armádu sedm stovek místních urostlých rytířů a Imrahilova družina obrněných rytířů.
Tolfalas
Ostrov na pobřeží Belfalaské zátoky, za dob Númenorského Království sloužil jako kotviště flotil Númenorejců ve Středozemi.Po pádu Númenoru byl začleněn do Gondorské říše a po dlouhou dobu prosperoval. Za vlády správců Gondoru ale stejně jako Lebennin trpěl pod útoky Umbarských Korzárů.
Dor-en-Ernil
Tento kraj, známý rovněž jako Země knížete, se nacházel západně za řekou Gilrain. Jednalo se patrně o panství knížete z Dol Amrothu. Původně byl známý jako Lond Ernil, a byl kolonií Númenoru ve Středozemi.
Lamedon
Lamedon byl krajem při horním toku řek Kiril a Ringló pod jižními svahy Ered Nimrais. Byl také kolonií Númenoru, jejímž centrem bylo město Edhellond. Hlavním městem Lamedonu byl Calembel ležící na řece Kiril. Před bitvou o Minas Tirith odsud do hlavního města přišla hrstka sveřepých horalů bez kapitána. Většina Lamedonských se svým pánem Angborem totiž tou dobou bojovala se Sauronovými spojenci z Umbaru v Linhiru o brody přes řeku Gilrain. Angbor se svými odvážnými muži se poté připojil k Aragornovi a jeho armádě mrtvých, která porazila umbarskou flotu a obsadila lodě korzárů.
Lebennin
Tento kraj, známý též jako Pětiříčí, byl líbeznou zemí ležící severně ústí Anduiny. Protékalo tudy pět bystrých řek pramenících v Bílých horách. Zdejší početný lid byl menšího vzrůstu a snědší než Dúnadani. Kraj byl těžce sužován útoky Černých Númenorejců a Umbarských korzárů, kteří měli část Lebenninu pod kontrolou během Války o Prsten.
Lossarnach
Lossarnach v překladu znamenající Rozkvetlý Arnach, byl krajem nacházející se v severovýchodní části Lebenninu, okolo pramenů řeky Erui. Z Lossarnachu pocházela i matka rohanského krále Theodéna Morwen, kterou si za ženu vzal Theodénův otec Thengel. Kraj byl osídlen převážně lesníky a dřevorubci, kteří byli velmi zruční ve svém oboru a v boji používali krátké nebo obouručné sekyry.
Morthond
Morthond byla hustě zalidněná vysočina nacházející se při řece Morthondě. Před obléháním přišel do Minas Tirith v čele svých pěti set lučištníků zdejší urostlý pán Duinhir a jeho synové Duilin a Derufin.
Pinnath Gelin
Tato vrchovina známá jako Zelené hřbety či Zelené pahorky se nacházela severně od pobřeží Anfalasu. Před obléháním Minas Tirith přišlo z tohoto kraje na pomoc hlavnímu městu na 300 zeleně oděných bojovníků, které vedl jejich pán Hirluin Sličný. Zdejší lidé byli převážně Horalové - lidé z kopců a potomci Středních lidí, kteří zde žili i před příchodem Númenoru.

### Regiony pod slabší kontrolou Gondoru

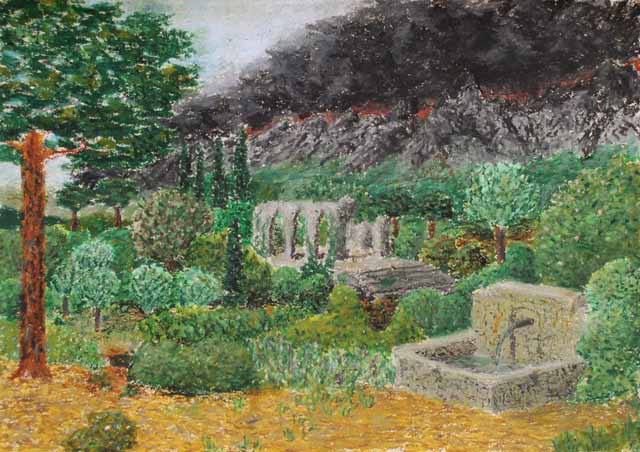
Ithilien – ilustrace od Matěje Čadila

Ithilien
Ithilien, dělený vysočinou Emyn Arnen na severní a jižní část, byl východním územím Gondoru, nacházejícím se za řekou Anduinou. Jižní Ithilien byl ohraničen řekou Poros a Severní se dotýkal bažin při ústí Entvy a Mrtvých močálů při Dagorladu. Tato líbezná země byla za válek s Temným pánem poničena, její centrum Minas Ithil dobyto Prstenovými Přízraky, a před válkou o Prsten ji opustili i její poslední obyvatelé. V Ithilienu byl Faramirem zadržen hobit Frodo nesoucí Vládnoucí prsten. Po pádu Saurona byl Ithilien osídlen a zkrášlen Legolasem přivedenými elfy z Temného hvozdu.
Angren Vale
Nacházející se mezi řekami Angren, Adorn a Lefnui, mezi Enedwaithem a Gondorem, Angren Vale byl jednou z prvních provincií osídlenou Númenorejci, když zde vznikla kolonie Lond Angren, před pádem Númenoru a později začleněna do Gondoru. Během Války o Prsten měl zde Gondor vliv, avšak moc Gondoru zde nebyla tak silná jak v jeho hlavních provinciích mezi řekami Lefnui a Anduina. Součástí provincie jsou kupříkladu Bílé Hory a poloostrov Andrast.
Isenská Mezera
Isenská Mezera, kdysi známá jako Mezera Calenardhonu, byla otvorem mezi pohořím Mlžných hor a Bílých hor. Přes propast protékala řeka Isen, která tvořila efektivní západní hranici regionu Calenardhon, později království Rohan. Starobylá severojižní silnice, která spojovala říše Gondoru a starého Arnoru, prošla mezerou a překročila Isen u Isenských brodů.Přístup do mezery byl hlídán pevností Angrenost, neboli Isengardem, který byl v pozdějším třetím věku ovládán Sarumanem. Z moci Gondoru ji vyrvali lidé Enedwaithu, společně s věží Orthanc, kterou později opustili, a která byla darována Sarumanovi.
Delta řeky Onodló
Masivní delta řeky Onodló, nacházející mezi Anorienem, Rohanem a Dagorladem. Toto území fungovalo jako obranná linie Gondoru,do doby než Gondor obsadil území Calenardhonu a Dagorladu za dob Gondorského rozmachu.Během úpadku za vlády správců Gondorské Říše byla delta postupně opuštěna a nové obranné pozice byly vystavěny na západním pobřeží řek Onodló a Anduina.

### Bývalé regiony Gondoru
Calenardhon
Jednalo se o rozlehlou severní provincii Gondoru rozprostírající se mezi řekami Želíz na západě a Entvou na východě. Na obranu západní hranice zde Dúnadani vystavěli pevnost Aglarond či věž Orthank. Přesto obrana tohoto regionu v průběhu věků slábla až byl správce Cirion donucen povolat zpřátelené severské kmeny a potomky království Rhovanionu k obraně Anduiny před Východňany. Nájezdníky se podařilo porazit jen díky příchodu Eorla Mladého a jeho jezdců Rhovanionu. Cirion vylidněný Calenardhon věnoval Seveřanům a ti zde založili svou Marku a království Rohan.
Umbar
Jako Umbar byl označován kraj v okolí stejnojmenného starobylého přístavu, který na jihu Belfalaské zátoky založili Númenorejci. Ještě před pádem Númenoru se přes Umbar do Númenoru dostal Sauron jako zajatec Númenoru, a přes něj i jeho zlý duch utekl do Mordoru po pádu Númenoru. Zdejší obyvatelé, po pádu součástí velké frakce známé jako Černí Númenorejci, stáli na straně Temného pána v boji proti Elendilovi a jeho synům vládnoucím v Gondoru. Umbar byl Gondorskými díky jejich silnému loďstvu několikrát dobyt, avšak i několikrát ztracen, a definitivně byl ztracen za Příbuzenského sváru mezi králem Eldacarem a Castamirem Uchvatitelem. Poražení vzbouřenci vedení Castamirovými syny v čele gondorské flotily odpluly na jih a východ, někteří z nich do Umbaru, odkud po zbytek třetího věku Jižní království napadali. Za války o Prsten se umbarská flota plavila na sever, byla však poražena dědicem trůnu Aragornem. Po válce o prsten Černí Númenorejci uzavřeli mír s Obnoveným Královstvím Arnoru a Gondoru.
Harnendor
Harnendor byla provincie nacházející mezi řekou Harnen a městem Umbar. Tuto provincii kolonizovali Númenorejci a po pádu Númenoru byla pod kontrolou Černých Númenorejců. Společně s Harondorem ji pod vládou krále Tarannon Falastura Gondor obsadil, ale byla ztracena během války o trůn mezi skutečným dědicem Eldacarem a uzurpátorem Castamirem. Tato provincie byla často napadena Haradskými a Černými Númenorejci během Gondorské nadvlády, před Příbuzenským svárem. Harnendor se dlouho udržel pod kontrolou Černých Númenorejců z Umbaru i za vládnoucích správců, i během války o Prsten.
Harondor
Harondor, zvaný též Jižní Gondor, byl krajem ležícím mezi řekami Harnen a Poros.Toto území společně s Harnendorem Gondor dobyl za vlády Tarannon Falastura během třetího věku. Na řece Harnen na východě vystavěli obranné pozice a bránili tuto hranici před jižními nepřáteli. Společně s Harnendorem, Umbarem a ostatními jižními provinciemi i tato provincie byla ztracena během Občanské války v Gondoru. Za války o Prsten byl Harondor pod kontrolou Černých Númenorejců, a přes tuto provinci podnikali umbarští korzáři a Haradští útoky na Gondor.
Isengard
Železný Pas byl vystavěn jako obranná pozice Gondoru za vlády králů Anarionovy linie.Ve věži Orthank byl také uložen jeden z Palantírů, vidoucích kamenů z Númenoru. Za vlády správců Gondoru byl Železný Pas předán Sarumanovi jako jeho sídlo. Po válce o Prsten a Sarumanově smrti byl začleněn zpět do Gondoru.
Enedwaith
Enedwaith, stejně jako Angren Vale, východní Gondor, jižní Arnor, pobřeží Umbaru a jiné regiony Středozemě, byl osídlen Númenorejci před pádem Númenoru, po němž do těchto kolonií Věrní Númenorejci uprchli. Byla zde kolonie Lond Enedh a začleněn byl do Gondoru a zůstal jeho součástí po celou dobu jeho existence, až do vlády správců Gondoru. Během Války o Prsten Gondor nad tímto regionem už neměl moc a Dunlenďané (Vrchovci) východní části regionu dominovali.
Berennyr
Berennyr, nebo také Hnědé Země (Brown Lands) je území nacházející se mezi Fangornem, Calenardhonem, Temným hvozdem, Údolím Anduiny a Rhovanionem. Nacházejí se zde například Pole Celebrantu, kde vůdce kmenů Éothedů z Údolí Anduiny Eorl Mladý porazil útočící Balchoty. Historicky byly země úrodnými rovinami, kde byly umístěny zahrady Entek. Země byla ale napadena Sauronem jako obrana proti postupu spojenců a Entky byly vyhnány.Tato provincie byla Gondorskými obsazena během první fáze expanze na východ, a za vlády správců Východňané útočili přes tento region na Gondor. Berennyr byl pod kontrolou zemí Východňanů i do Války o Prsten, po níž se podrobil Obnovenému Království.
Dagorlad
Pláně Dagorladu se nacházejí mezi Rhovanionem, Mordorem, Deltou řeky Onodló, Ithilienem a Calenardhonem. V těchto pláních se odehrálo mnoho bitev a nachází se zde také Mrtvé Bažiny, sochy králů Argonath a Rauroské vodopády, kde padl Boromir, syn správce Denethora II. a člen Společenstva Prstenu.Nesčetné bitvy dvou věků zanechaly jižní Dagorlad jako zničenou pustinu, znečištěnou a nezdravou, s otrávenými lukami a kousky spálené země. Bylo to také místo mnoha bitev mezi armádami Gondoru a Východňanů mezi lety 1899 a 1944 třetího věku. Do války o Prsten byl region pod kontrolou zemí Východňanů a bylo v něm i několik táborů lidí z Chandu, jenž se k Východňanům přidali. Po Válce o Prsten byl region začleněn zpět do Gondoru.
Dorrhúnen (Jižní Rhovanion)
Jižní území Rhovanionu, od Dagorladu a Berennyru na západě až po pobřeží jezera Rhún a Koňských plání na východě, mezi Divozemí a severním pohořím Mordoru Ephel Lithui, byl vždy region ovládaný nebo osídlený Východňany. Byl začleněn do Gondoru během druhé fáze expanze na východ za vlády krále Turambara. Východní hranice Rhovanionu se i za nástupců krále Hyarmendacila I. ukázala jako ideální obranná linie před útoky armád Rhúnského království a jiných zemí a národů Východňanů. Přes tuto provincii také procházela většina diplomatických a obchodních tras vedoucích do lidských království Dorwinionu, Dolu a Rhovanionu, se kterými měl Gondor velmi silné přátelské vztahy a u království Rhovanionu i alianci. Právě z Rhovanionu pocházela i matka krále Eldacara Vidumavi. Za vlády krále Ondohera ale do Dorrhúnenu vpadli Vozatajové z východu, kteří eliminovali království Rhovanionu a vytlačili Gondor až k řece Anduině. Po pádu říše Vozatajů zůstal region pod kontrolou Východňanů, než ho po Válce o Prsten přičlenil zpět do Gondoru král Elessar.
Almuglórindor (Jihozápadní Rhûn)
Západní část Rhúnské Říše mezi horami Mordoru a jižním pobřeží jezera Rhún byla dobyta Gondorskými vojsky krále Turambara během expanze na východ a tažení proti Rhúnským a jiným Východňanům. Z tohoto teritoria Gondor odrážel útoky Východňanů a Chanďanů, stejně tak i Rhúnských, kteří toužili vydobýt si svoje území zpět. Stejně jako území jižního Rhovanionu, jihozápadní Rhún sloužil jako ideální obranná pozice, dokud přes toto území na Gondor nezaútočili Vozatajové a Balchotové. Region zůstal pod kontrolou Rhúnského Království až do konce války o prsten, kdy se vrátil zpět pod vládu Gondoru.
Tol-Uyalgaer
Souostroví Uyalgaer západně od Umbarské zátoky bylo dobyto Gondorem za vlády krále Eärnila I. společně s Umbarem a sloužila jako kotviště flot Gondoru. Během války mezi králem Eldacarem a uzurpátorem Castamirem se Uyalgaerské ostrovy přidaly na stranu Castamira a společně s Umbarem se od Království oddělili, avšak součástí Umbaru se nestaly a během války o Prsten byly ostrovy neutrální.
Samotné Ostrovy
Samotné ostrovy,nacházející se jihozápadně od ostrovů Tol-Uyalgaer, byly Gondorem obsazeny a sloužili za dob krále Eärnila I. jako menší námořní základna a jako součást Gondoru zůstaly až do občanské války Gondoru, kdy byly během úpadku Gondoru postupně obsazeny stoupenci Castmaria a dlouho před válkou o prsten mimo moc Gondoru. Stejně jako Tol-Uyalgaer, I tyto ostrovy nebyly Umbarem zabrány a války o Prsten se nijak nezúčastnily.
Ephel Dúath
Pohoří Dúath mezi Gondorem a Mordorem bylo zajištěno králi Gondoru a Gondorské Království na něm vystavělo mnoho pevností, které měly hlídat zemi temného pána. V roce 1636
Třetího věku, kdy Středozem postihla morová epidemie, byl region téměř vylidněn. Postupem času se ale Gondorští odsud začali stahovat a za vlády správců byl tento region zcela opuštěn, počemž skřeti z Mordoru tyto pevnosti zabraly a z některých z nich poté podnikali nájezdy do Ithilienu. V jedné z těchto pevností, Cirith Ungol, je později osvobozen za zajetí skřetů nositel prstenu, Frodo Pytlík.

### Regiony Gondoru získané za vládyAragorna I. Elessara
Ered Lithui
Pohoří mezi Rhovanionem a Mordorem. Sloužilo jako druhá hranice stejně jako Ephel Dúath, odsud se hlídaly pláně Gorgorothu, na kterých se nacházela například Hora osudu či věž Barad-Dúr, sídlo Saurona a později jeho oka,než ho skřeti opustili. Po odchodu skřetů byl Gorgoroth, a i pohoří kolem ní, tiché a klidné.
Menelothriand
Východní pobřeží jezera Rhún bylo součástí Rhúnské Říše, odkud pocházelo mnoho útoků a invazí vůči Gondoru, kupříkladu útok Vozatajů a Balchotů, a odkud také pocházely invazní síly, které napadly Dolské Království a trpasličí město Erebor během války o Prsten. Po válce o Prsten byli Rhúnští na začátku Čtvrtého věku z tohoto regionu vytlačeni a Gondorské Království tento region připojilo do svého území.
Lithlad (dříve Gorgoroth)
Po pádu Mordoru na konci Války o Prsten byly pláně Gorgorothu opuštěny, a ocitly se pod přísnějším dohledem Gondoru, který region nechal přejmenovat na Lithlad, a hlídal odsud hranice s Chandem, Východem a Núrnem, jižním regionem Mordoru který byl darován osvobozeným otrokům Mordoru.

### Přírodní objekty

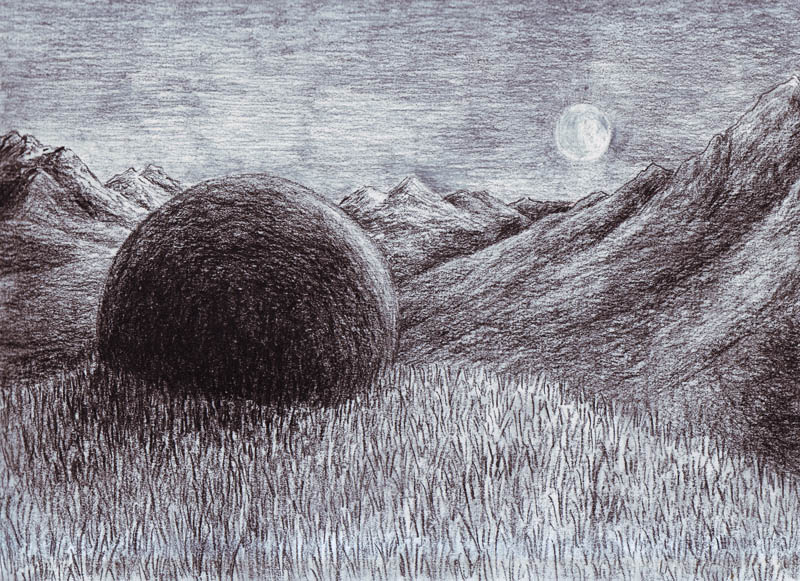
Kámen Erech, na který přísahal král horalů Isildurovi věrnost

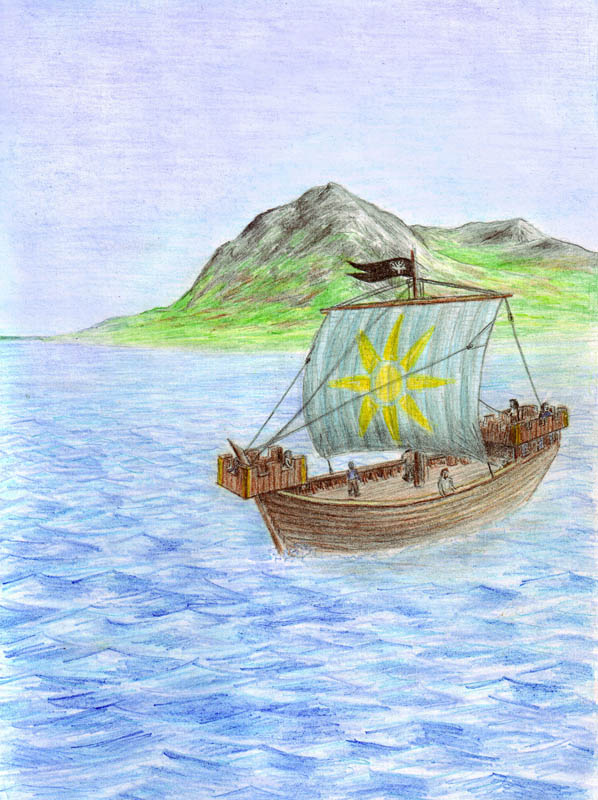
Ostrov Tolfalas nacházející se v Belfalaské zátoce při ústí Anduiny

Andrast
Andrast čili Dlouhý mys byl hornatým poloostrovem mezi řekami Želíz a Lefnui. Gondorští králové tuto oblast nikdy pevně neovládali a v horách Andrastu až do třetího věku přežívali Drúadané příbuzní těm z Anórienu.
Cair Andros
Tento velký ostrov, známý pro svůj tvar jako Loď dlouhé pěny, ležel na řece Anduině mezi Severním Ithilienem a Anórienem severně od Minas Tirith. Za války o Prsten byl tento ostrov sloužící jako přechod přes řeku opevněn Gondorskými a čelil útoku Sauronova vojska.
Cormallenské pole
Cormallenské pole se nacházelo v Severním Ithilienu nedaleko ostrova Cair Andros. Zde po porážce Temného pána tábořilo gondorské a rohanské vojsko než vyrazilo po Anduině k Minas Tirith na korunovaci krále Elessara.
Drúadanský les
Drúadanský les či hvozd byl pozůstatkem starého lesa, který zůstal v jihovýchodním Anórienu okolo majáku Eilenach. V těchto lesích přežili až do konce třetího věku divocí lidí zvaní Drúadané. Na své cestě k Minas Tirith tudy projížděl rohanský král Théodén se svým vojskem. Pán lesního lidu byl v těch časech Ghân-buri-Ghân.
Emyn Arnen
Tato vysočina rozdělující Ithilien na jižní a severní část se nacházela mezi východním cípem Ered Nimrais a stěnou Ephel Dúath. Mezi ní a Minas Tirith tekla Anduina. Po vítězství nad Sauronem udělil král Elessar Ithilien jako knížectví Denethorovu synovi Faramirovi, jež měl své sídlo zřídit právě v kopcích Emyn Arnen.
Erech
Erech byl kopec nedaleko pramenů řeky Morthondy v Bílých horách, na jehož vrchol prý Isildur postavil černý kámen, který si přivezl z Númenoru. Na tento kámen přísahal král horalů Isildurovi věrnost, když došlo k založení Gondoru. Když však Isildur horaly povolal do války proti Temnému pánu ze strachu neuposlechli a schovali se v horách. Isidlur poté krále i jeho vojsko proklel a zavázal je věčným čekáním na dalšího z krále, který horaly opět povolá. Duchové mrtvých bojovníků poté nenašli ve smrti pokoje a z okolí Erechu se stalo strašidelné místo. Armádu mrtvých povolal až dědic trůnu Aragorn, který s jejich pomocí přemohl umbarskou flotu.
Pelennorská pole
Takto bylo označováno úrodné a krásné příměstí Minas Tirith. Pelennorská pole byla ohraničena zdí Rammas Echor, kterou Gondorští vystavěli na obranu svého města po pádu Ithilienu. V roce 3019 se na Pelennorských polích odehrála největší bitva třetího věku, v níž gondorská a rohanská vojska porazila Sauronovu armádu určenou pro dobytí Gondoru.
Tolfalas
Tento ostrov náležící Gondoru se nacházel v Belfalaské zátoce při ústí Anduiny.

### Sídla
Aglarond
Pevnost Aglarond čili Třpytivé jeskyně byla vystavěna Dúnadany z Númenoru ještě ve druhém věku. Po založení Jižního království bránil Aglarond spolu s Angrenostem západní hranici říše. Po bitvě na polích Celebrantu a Cirionově přísaze byl Aglarond předán Rohirům. Ti pevnost znali jako Hlásku a její zdi zachránili i krále Theodéna.
Angrenost
Angrenost známý jako Železný pas byla pevnost vystavěna ve druhém věku Dúnadany z Númenoru. Spolu s Aglarondem bránil západní hranice Jižního království. Po zásahu Eorla Mladého na polích Celebrantu byl celý Calenardhon darován Rohirům. Ti obdrželi i Angrenost, který však rádi svěřili čaroději Sarumanovi.
Calembel
Calembel byl hlavním městem kraje Lamedonu ležícím v podhůří Ered Nimrais na řece Kiril. Zdejším pánem byl na konci třetího věku Angbor. S armádou mrtvých tudy cestou k Anduině spolu s armádou mrtvých prošli Aragorn, Legolas a Gimli. Město bylo opuštěné, neboť ti kteří neodešli s Angborem bránit brody přes Gilrain, utekli před mrtvými přízraky do hor.
Dol Amroth
Sídlo stejnojmenného knížectví na mysu Belfalas pojmenované po elfském králi Amrothovi. Místní lidé prý byli smíšeni s elfy. Proslavili se jako nejlepší hudebníci z celého Gondoru. Za války o Prsten zde vládl kníže Imrahil, který do bojů o Minas Tirith přivedl družinu svých rytířů a sedm stovek ozbrojenců.
Ethir
Ethir ve třetím věku sloužil jako přechod přes řeku Ringló. Na své cestě do Pelargiru tudy spolu s armádou mrtvých procházel dědic gondorského trůnu Aragorn. Zdejší muži se k němu přidali a na uloupených korzárských lodích připluli na pomoc obléhané Minas Tirith.
Harlond
Harlond byl přístav nacházející se při jižním cípu zdi Rammas Echor, která byla vnějším opevněním Minas Tirith. Do tohoto přístaviště připlul při bitvě na Pelennorských polích Aragorn a posili z jižních lén, které pomohli zvrátit bitvu v prospěch Gondorských.
Linhir
Toto město leželo těsně při ústí řeky Gilrain do Belfalaské zátoky, za místem, kde se do Gilrainu vlévala řeka Serni. Linhirem procházela cesta spojující Lamedon a východní gondorské provincie s Pelargirem. Město bylo za války o Prsten napadeno flotou korzárů, kteří se pokoušeli zmocnit se místního přechodu přes řeku. S vojskem mrtvých tudy prošel dědic gondorského trůnu, Aragorn.
Minas Ithil
Věž zapadajícího měsíce byla vystavěna při západní stěně Ephel Dúath se založením království v roce 3320 druhého věku. Byla sídlem krále Isildura až do návratu Saurona jehož služebníci Minas Ithil záhy dobyli. Po válce posledního spojenectví došlo k obnovení věže, avšak v roce 2002 třetího věku ji obsadili prstenové přízraky. Stala se hrůzostrašným sídlem Pána nazgulů a Gondorští ji přejmenovali na Minas Morgul.
Minas Anor
Věž vycházejícího slunce postavili Dúnadani při východním cípu Bílých hor při založení Gondoru v roce 3320 druhého věku. Minas Anor byla sídlem krále Anáriona. Po dobytí Minas Ithil a vyplenění Osgiliathu se věž stala hlavním gondorským městem a byl sem přesunut královský trůn. Též název města byl změněn na Minas Tirith čili Strážní věž. Ve válce o Prsten čelila Minas Tirith velkému obléhání Sauronových vojsk.
Osgiliath
Osgiliath se po založení Gondoru v roce 3320 druhého věku stal hlavním městem Jižního království. Byl vystavěn na obou březích řeky Anduiny mezi věžemi Minas Ithil a Minas Anor, kde sídlili králové Isildur a Anárion. Během válek s Temným pánem byl Osgiliath zpustošen a po roce 2475 třetího věku byl nadobro opuštěn. Během války o Prsten bylo město, sloužící jako přechod přes řeku, dobyto skřety, kteří poté oblehli Minas Tirith.
Pelargir
Starobylý přístav Pelargir byl při ústí Anduiny založen Dúnadany z Númenoru, kteří na svých lodích připluli do Středozemě, kolem roku 2350 druhém věku. Pelargir se stal sídlem Přátel elfů, kteří nesouhlasili s králi a jejich politikou namířenou proti Valar a elfům z Tol Eressëje. Po pádu Númenoru a založení Jižního království se Pelargir stal nejdůležitějším gondorským přístavem. Jeho význam ještě vzrostl za Lodních králů, kteří začali budovat mohutné gondorské loďstvo. Pelargir byl pro tyto účely opraven a přebudován za vlády krále Eärnila I.
Po nástupu krále Eldacara na trůn podporoval Pelargir spolu s Umbarem vzpouru kapitána Castamira. Po porážce rebelů a usmrcení Castamira, který prý plánoval přenesení královského trůnu právě do Pelargiru, odpluli jeho synové z přístavu i s gondorskou flotou do Umbaru, kde založili ohnisko odporu proti Eldacarovi a gondorskému království. Byli známí jako umbarští korzáři a po zbytek třetího věku jejich flota ohrožovala gondorské pobřeží.
Za války o Prsten napadla Pelargir flota umbarských, která plula proti proudu Anduiny vstříc obléháné Minas Tirith. Díky Aragornovi a armádě mrtvých byli korzáři rozdrceni a jejich flotu použil Aragorn, který k Minas Tirith přivezl posily z jižních gondorských lén.
Umbar
Mocný přístav Umbar založili ve druhém věku Númenorejci. Za občanské války po nástupu krále Eldacara na trůn stál Umbar na straně kapitána loďstva Castamira. Po jeho porážce se do tohoto přístavu uchýlili jeho synové v čele gondorské floty. Umbar a jeho loďstvo představovali po celý třetí věk smrtelné nebezpečí pro gondorské pobřeží. Ve válce o Prsten napadla umbarská flota přístav Pelargir a byla poražena jen za pomoci dědice gondorského trůnu Aragorna a armády mrtvých.

## Obyvatelstvo a společnost
Jako první osídlili oblast pozdějšího Gondoru elfové známí jako Nandor, kteří při Velkém pochodu elfů na západ opustili před Mlžnými horami zástup Teleri a vedení Lenwëm se vydali podél Anduiny na jih. Prvními lidmi, kteří tuto oblast osídlili byli pravděpodobně Drúadané, kteří přišli do oblasti Bílých hor prchajíc před zlými lidmi z východu. Ti, ač byli později vytlačeni dalšími příchozími lidmi, přežili až do konce třetího věku na mysu Andrast a v Drúadanském lese. Mořeplavci z ostrova Númenor pobřeží Belfalaské zátoky dosáhli za panování svého krále Tar-Elendila. Při ústí Anduiny zbudovali přístav Pelargir a vybudovali pevnosti Aglarond či Angrenost. Po pádu Númenoru zde Elendilovi synové založili Jižní království Gondor.
Dúnadani obývající Gondor pocházeli z Númenoru a byli tak podobně jako svý předci obdařeni mnohem delším životem než ostatní lidé. Také však byli smrtelní a jejich život se postupně zkracoval. Někteří to pokládali za důsledek jejich mísení s přednúmenorejskými obyvateli pobřežních oblastí a Seveřany z Rhovanionu, avšak patrně to byl důsledek pozbytí darů potopeného ostrova Númenor. Dúnadani jsou popisováni jako vysocí, urostlí a krásou nejvíce podobní elfům. Obyvatelé jižních gondorských lén byli v porovnání s Dúnadany nižšího vzrůstu a snědší. Seveřané, kteří se s gondorskými Dúnadany značně smísili za vlády Narmacila I., měli zlaté vlasy a nordické rysy. Specifickým obyvatelstvem Gondoru na konci třetího věku byli urostlí a šedoocí lidé z Dol Amrothu, jejichž předci se patrně zkřížili s místními Nandor.
Příměstí Minas Tirith Pelennorská pole, které bylo ohrazeno zdí Rammas Echor, tvořilo hospodářskou základnu a zásobárnu města. Stálo tu mnoho sýpek, stodol, ovčinců a stájí, avšak nežilo tu mnoho obyvatel. Na konci třetího věku byly regiony s největší koncentrací gondorského obyvatelstva kraje Lebennin a Lossarnach. Gondorští žijící při Ered Nimrais se nejčastěji živili jako pastevci, obyvatelé pobřežních oblastí pak jako rybáři.
Za vlády králů byla nejmocnější gondorskou zbraní válečná flota budovaná řadou tzv. Lodních králů. Po Castamirově vzpouře se však gondorského loďstva zmocnili umbarští korzáři. V gondorské armádě za války o Prsten tak hlavní složku vojsk tvořila pěchota. Koní ani jízdy Jízdy nemělo Jižní království mnoho. Vynikali tak jízdní rytíři z Dol Amrothu.

## Politika

### Spojenectví se Seveřany
Severské národy příbuzné s Edain, které žili v Rhovanionu, byli odjakživa přátelsky naklonění Númenorejcům a později i Jižnímu království. Přátelské styky s knížectvími Seveřanů a později Královstvím Rhovanionu velmi zesílily za krále Valacara, který dokonce pojal za manželku dceru seveřanského krále Vidugavii. To však vyvolalo odpor v jižních provinciích a rozpoutalo krvavou občanskou válku. Valacarův syn Eldacar i s pomocí Seveřanů nakonec zvítězil a mnoho z nich poté přijal do své říše. Za časů správce Ciriona, pak severský kmen Éothéod vedený Eorlem Mladým zachránil před invazí Východňanů gondorskou provincii Calenardhon. Eorl tuto zemi obdržel od Ciriona jako dar a ustanovil zde království Rohan. Přátelství obou zemí vydrželo po celý věk a Rohanští jezdci několikrát zachránili Jižní království před zkázou. Pro komunikaci mezi rohanskými králi a správci bylo užíváno tzv. Velké západní cesty, která procházela Anórienem. Pro rychlé zprávy o nepřátelském útoku sloužilo sedm gondorských majáků vystavěných na štítech Ered Nimrais.

## Adaptace
Designéři Alan Lee a John Howe spolupracující s režisérem Peterem Jacksonem na tvorbě jeho filmové trilogie Pán prstenů se gondorské hlavní město Minas Tirith, v němž se odehrává značná část třetího dílu, snažili připodobnit starověkým a středověkým městům při Středozemním moři s byzantským vlivem. Zbroji gondorských vojáků, lehce zdobené motivy mořských ptáků, posloužilo jako vzor brnění italských a německých vojáků z 16. století. Podobně jako většina Jacksonovy trilogie se i mnohá gondorská místa natáčela na Novém Zélandu. Jako příklad lze uvést břeh jezera Wakatipu použitý jako krajina Ithilienu nebo Ledovec Františka Josefa na Západním pobřeží Jižního ostrova, zpodobňující štíty Ered Nimrais.